# MYO1C
MYO1C是一个位于人类17号染色体上的基因，编码一种隶属肌凝蛋白超家族的蛋白肌凝蛋白-Ic（Myosin-Ic）。MYO1C编码的肌凝蛋白-Ic是一种非典型的肌凝蛋白，与编码肌凝蛋白-1的MYH1是两种不同的基因。肌凝蛋白-Ic位于细胞质中，但肌凝蛋白-Ic的一种异构体位于细胞核中，与RNA聚合酶I、RNA聚合酶Ⅱ引导的转录起始有关。